# Меттен (Німеччина)
Меттен (нім. Metten) — громада в Німеччині, знаходиться в землі Баварія. Підпорядковується адміністративному округу Нижня Баварія. Входить до складу району Деггендорф.
Площа — 11,91 км2. Населення становить 4204 ос. (станом на 31 грудня 2020).
Тут розташоване середновічне Меттенське абатство, яке має велику монастирську бібліотеку.
У квітні 1945 року внаслідок американського бомбардування вокзалу Платтлінга отримав важкі поранення і незадовго після цього помер у Меттені Гетьман Павло Скоропадський.

## Галерея

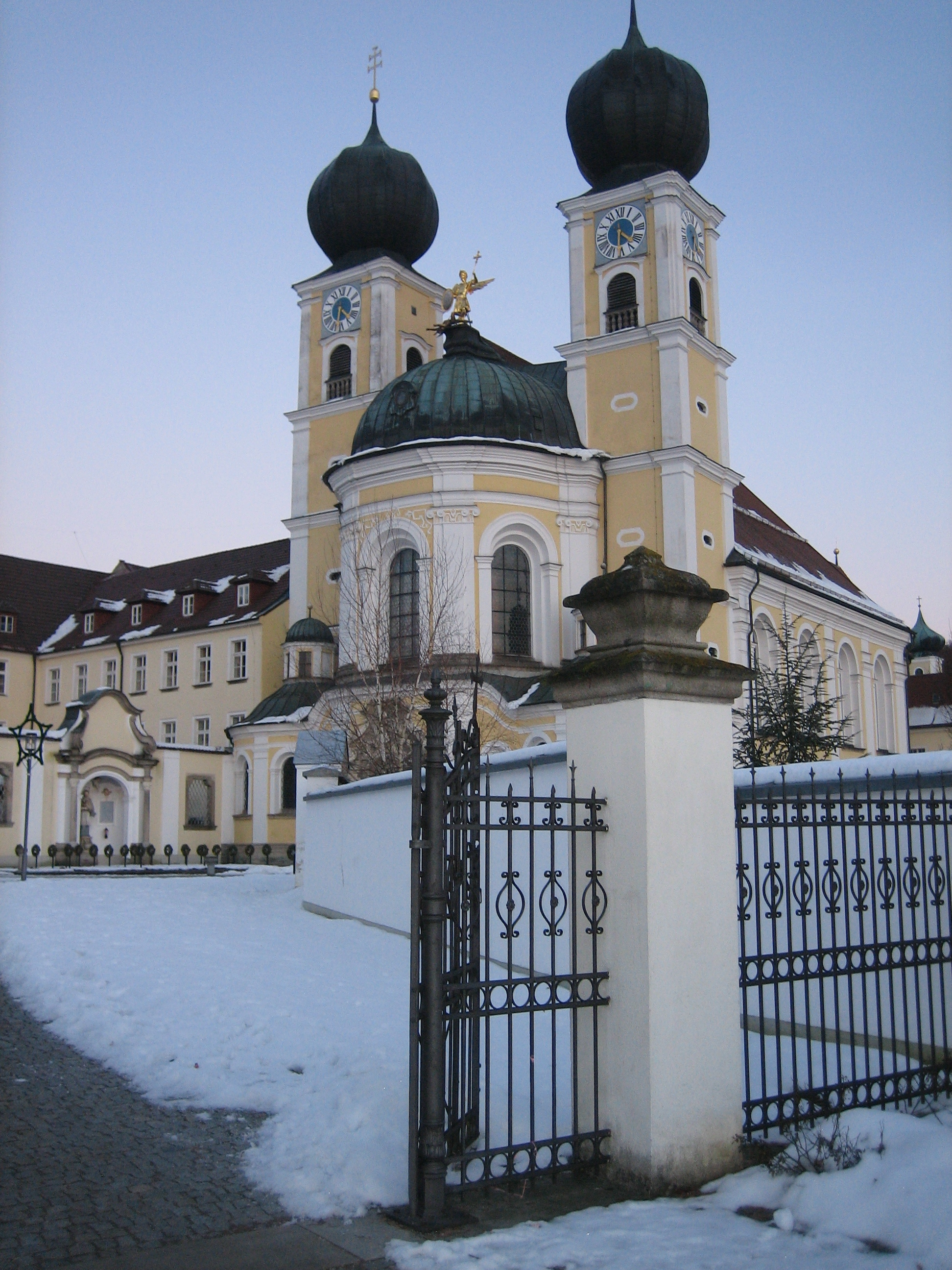
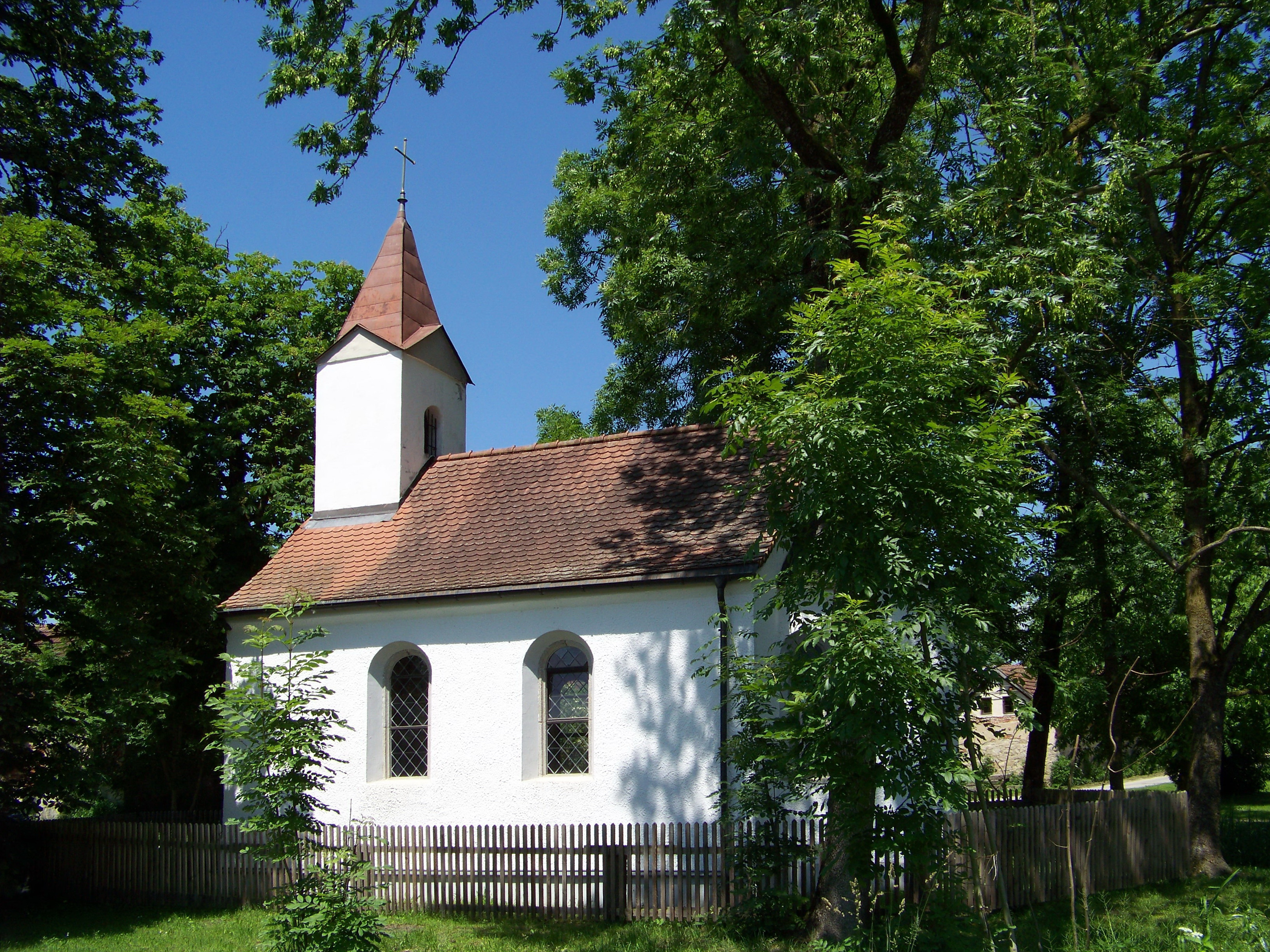